# Nagel-Séez-Mesnil
 Nagel-Séez-Mesnil  là một xã thuộc tỉnh Eure trong vùng Normandie miền bắc nước Pháp.